# Ixtlilton

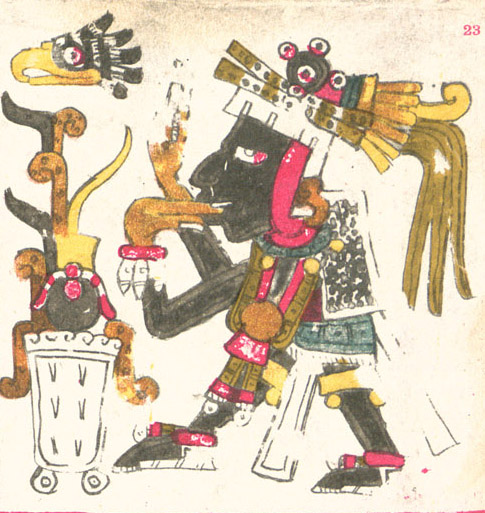
Ixtlilton descritto nel Codice Borgia.

Ixtlilton, nella mitologia azteca, era considerata una divinità minore, il dio della salute, della guarigione, del mais, delle feste e delle celebrazioni. 
Il suo culto era diffuso in particolar modo tra le popolazioni montanare sulle quali governavano gli aztechi. Il nome ha il significato di "la piccola faccia nera" (ixtilxochtli).